# Karl Sanner
Karl Sanner (* 10. Mai 1928 in Köln; † 4. Juli 1966 in Monte Carlo) war ein deutscher Jazzschlagzeuger.

## Leben und Wirken
Sanner arbeitete zunächst ab 1946 mit der Band von Joe Wick, später dann in der Combo von Hans Koller (1950 bis 1953), dann mit Joki Freund. 1955 arbeitete er mit Jutta Hipp, anschließend mit Albert Mangelsdorff und Attila Zoller. 1957 begleitete er Bob Cooper und Bud Shank auf ihrer Deutschland-Tournee. Ab 1958 war er Mitglied des WDR-Tanzorchesters. Sanner trat auch auf Jazzfestivals auf und ging auf internationale Tourneen (z. B. mit Hipp nach Jugoslawien). Außerdem spielte er auf Europatourneen mit Dizzy Gillespie und mit Tony Scott. Er ist auf Alben von Hans Koller, Jutta Hipp, Rolf Kühn und Delle Haensch zu hören.
Der Saxophonist Willi Sanner war sein älterer Bruder.

## Lexikalische Einträge
- Carlo Bohländer, Karl Heinz Holler: Reclams Jazzführer (= Reclams Universalbibliothek. Nr. 10185/10196). Reclam, Stuttgart 1970, ISBN 3-15-010185-9.
- Jürgen Wölfer: Jazz in Deutschland. Das Lexikon. Alle Musiker und Plattenfirmen von 1920 bis heute. Hannibal, Höfen 2008, ISBN 978-3-85445-274-4.

| Personendaten    | Personendaten              |
| ---------------- | -------------------------- |
| NAME             | Sanner, Karl               |
| KURZBESCHREIBUNG | deutscher Jazzschlagzeuger |
| GEBURTSDATUM     | 10. Mai 1928               |
| GEBURTSORT       | Köln                       |
| STERBEDATUM      | 4. Juli 1966               |
| STERBEORT        | Monte Carlo                |